# Státní znak Chorvatska
Státní znak Chorvatské republiky (chorvatsky: Grb Republike Hrvatske) se skládá z hlavního štítu a pěti menších štítů, které tvoří korunu nad hlavním štítem. Hlavní znak je šachovnice, která se skládá ze 13 červených a 12 bílých polí. V chorvatštině je neformálně známý jako šahovnica („šachovnice“, od slova šah, „šachy“). Pět menších štítů představuje pět různých historických zemí v rámci Chorvatska. Šachovnice jako heraldický symbol Chorvatska byla zavedena na konci 15. století a oficiálně od volby v Cetinu v roce 1527, kdy nahradila původní znak Království Chorvatska a Dalmácie.
Znaková koruna klenoucí se nad štítem zobrazuje znaky důležitých historických zemí, které jsou součástí Chorvatska:
- Centrální (historické) Chorvatsko – žlutá (zlatá) hvězda s bílým (stříbrným) půlměsícem ve světlemodrém poli
- Dubrovník – dva červené pásy v tmavomodrém poli
- Dalmácie – tři žluté (zlaté) hlavy levhartů (někdy považovány za hlavy lví nebo rysí) v světlemodrém poli
- Istrie – žlutá (zlatá) koza s červenými rohy a kopyty v tmavomodrém poli
- Slavonie – ve světle modrém poli v horní části znaku je žlutá šesticípá hvězda, v dolní částí pak červený pás olemovaný pásy bílými – v nejširším červeném pásu je vyobrazena kuna (černá s bílým podbřiškem)

## Historický vývoj znaku
|  | Nejstarší znak Chorvatska, symbolika srpku a hvězdy byla již nalezena na aversu mince Ondřeje II. s titulem Dux Croatiae – knížete Chorvatů                                 |
|  | Znak Chorvatského království z roku 1495 dle předlohy z rakouského Innsbrucku.                                                                                              |
|  | Znak Chorvatského království z heraldické sbírky Fojnica Armorial vzniklé mezi 16. a 17. stoletím.                                                                          |
|  | Oficiální znak Království Dalmácie, Chorvatska a Slavonie, resp. Království chorvatsko-slavonského s korunou sv. Štěpána symbolizující Uherskou suverenitu nad Chorvatskem. |
|  | Neoficiální znak Království Dalmácie, Chorvatska a Slavonie, resp. Království chorvatsko-slavonského s vlastní korunou.                                                     |
|  | Znaky Dalmácie, Chorvatska a Slavonie na znaku Uherska (z roku 1910). |
|  | Znak Království SHS (později Jugoslávie). |
|  | Znak autonomní Chorvatské bánoviny z roku 1939. |
|  | Znak Nezávislého státu Chorvatsko za druhé světové války (1941–1945). |
|  | Znak Chorvatska v rámci Socialistické federativní republiky Jugoslávie. |
|  | Znak přijatý 25. srpna 1990. Jelikož připomínal znak používaný za druhé světové války, byl během několika měsíců upraven (přidány znaky významných chorvatských měst).      |
|  | Dne 22. prosince 1990 byl přijat současný státní znak – červeno-bílá šachovnice se znakovou korunou.                                                                        |